# White Room
White Room ist ein Rocksong, der von Jack Bruce (Musik) und Pete Brown (Text) geschrieben und von der britischen Supergroup Cream interpretiert wurde. Der Song wurde ursprünglich auf dem Doppelalbum Wheels of Fire im Juli 1968, ausgekoppelt als Single im September 1968 veröffentlicht.
Die Single stieg in neun Ländern in die Top 30, einschließlich Australien, wo die Single Platz eins in der „Go-Set National Top 40 Dingles Charts“ erreichte. Das amerikanische Musikmagazin Rolling Stone listete das Stück 2004 und 2010 auf Platz 376 der 500 besten Songs aller Zeiten.

## Hintergrund und Aufnahme
Der Song geht auf ein achtseitiges Gedicht von Pete Brown zurück, das dieser angeblich in einer Zeit geschrieben hatte, in der er sich von schlechten Gewohnheiten erholte. Die Band begann mit der Aufnahme von White Room im Juli oder August 1967 in London, wo die Basis des Songs eingespielt wurde.
Im September und Oktober, während eines zweiwöchigen Gastspiels im Cafe A Gogo in New York nahm die Gruppe in den Atlantic Studios weiter auf. Dort entstanden Overdubs, mit Ausnahme des Wah-Wah-Overdubs, das erst im Januar oder Februar 1968 in New York aufgenommen wurde. Letzte Aufnahmen wurden noch im Juni 1968 getätigt. Der Schlagzeuger Ginger Baker behauptete zeitlebens, den markanten 5/4-Takt zur ursprünglich nur im 4/4-Takt befindlichen Komposition beigetragen zu haben. Dagegen stand stets die Aussage von Jack Bruce, dass er die Einleitung im 5/4-Takt aufgrund seiner Erfahrungen als Bassist geschrieben habe und auch noch die Originalnoten besitze.
Jack Bruce sang und spielte Bass auf der Aufnahme, Eric Clapton spielte mehrere Gitarrenpassagen. Ginger Baker spielte Schlagzeug und Felix Pappalardi, der Produzent der Band, spielte Violine. Clapton nutzte Wah-Wah-Effekte, um eine „sprechende Wirkung“ zu erzielen.

## Veröffentlichungen
Cream spielte das Stück 1968 bei zahlreichen Konzerten; Aufnahmen aus der kalifornischen Oakland Coliseum Arena vom Oktober 1968 und der Royal Albert Hall vom November 1968 sind auf Alben der Gruppe (Live Cream. Vol. 2) bzw. im Film Farewell Cream veröffentlicht worden.
White Room wurde u. a. von Jeff Healey, Waylon Jennings, Joel Grey, Frank Gambale, Iron Butterfly, Jimmy Ponder, Helloween, Demons & Wizards, Hugh Cornwell, Jimmy Barnes, Maggie MacNeal (featuring Jan Akkerman), The Guess Who, The Vines, The Stranglers, Deep Purple, The Bobs und Ring of Fire gecovert. 2016 wurde das Lied von Ace Frehley aufgenommen und am 12. Februar 2016 als Single veröffentlicht. Jack Bruce hat das Stück mehrfach aufgenommen. Eine Live-Version des Songs erschien auf Eric Claptons Doppelalbum, VHS und DVD 24 Nights 1991. Eric Clapton und Sheryl Crow spielten das Stück während ihres Konzerts im Central Park 1999.
Eine Coverversion des Lieds erschien als nachspielbares Stück im Musikvideospiel Rock Revolution 2008. Eine Instrumentalversion wurde als Intro für das Audiobuch von Gary Dell’Abate They Call Me Baba Booey verwendet.
Das Stück wird in einer Szene gegen Ende des Films Joker (2019) mit Joaquin Phoenix verwendet.

## Kommerzieller Erfolg

### Chartplatzierungen
| ChartsChartplatzierungen       | Höchstplatzierung | Wochen |
| ------------------------------ | ----------------- | ------ |
| Deutschland (GfK)              | 28 (4 Wo.)        | 4      |
| Österreich (Ö3)                | 19 (4 Wo.)        | 4      |
| Vereinigte Staaten (Billboard) | 6 (11 Wo.)        | 11     |
| Vereinigtes Königreich (OCC)   | 28 (8 Wo.)        | 8      |

| ChartsJahrescharts (1968)      | Platzierung |
| ------------------------------ | ----------- |
| Vereinigte Staaten (Billboard) | 81          |

### Auszeichnungen für Musikverkäufe
| Land/Region                  | Auszeichnungen für Musikverkäufe (Land/Region, Auszeichnung, Verkäufe) | Verkäufe |
| ---------------------------- | ---------------------------------------------------------------------- | -------- |
| Neuseeland (RMNZ)            | Platin                                                                 | 30.000   |
| Vereinigtes Königreich (BPI) | Silber                                                                 | 200.000  |
| Insgesamt                    | 1× Silber · 1× Platin ·                                                | 230.000  |